# Corentin von Quimper

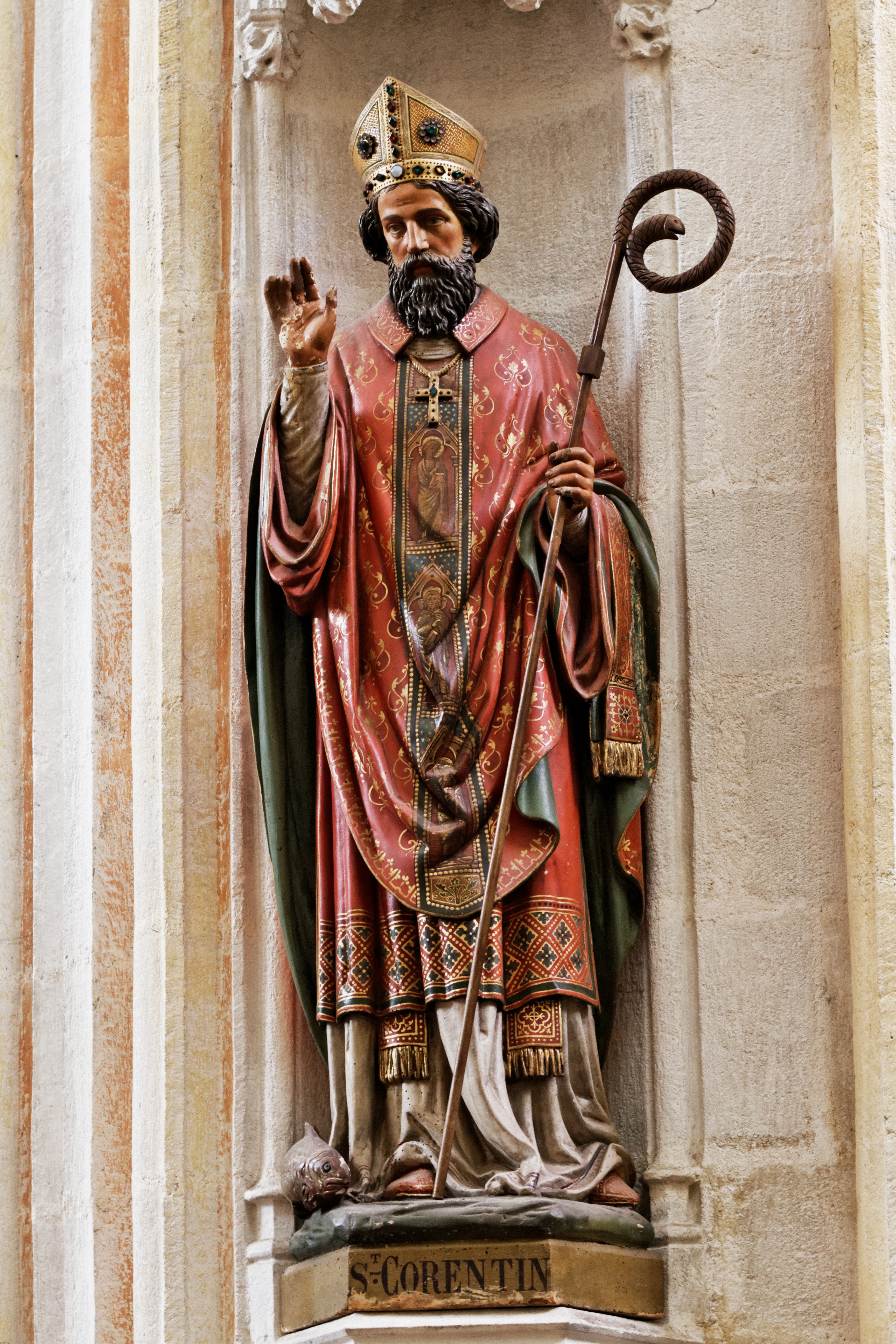
Statue des Heiligen Corentin in der Kathedrale von Quimper

Der Heilige Corentin von Quimper († um 490 in der Bretagne) war ein Missionar und Bischof.  Er wird auch Corentius, Corentinus, Kaourintin und Cury genannt. Sein Gedenktag ist der 12. Dezember. Er gilt als einer der sieben Gründerheiligen der Bretagne.

## Leben
Die Lebensbeschreibung des heiligen Corentin wurde um 1220 verfasst. Er war der Sohn eines Stammesführers in der Bretagne und führte zunächst ein Leben als Einsiedler in Plomodiern. Corentins Wirken wird in der Überlieferung in Zusammenhang gebracht mit dem legendären König Gradlon und der Legende um die Stadt Ys. Gradlon soll entschieden haben, das Bistum Quimper zu gründen und Corentin als ersten Bischof dort einzusetzen. Die Existenz von Corentin als erster Bischof von Quimper wird in der Forschung anerkannt. Im Jahr 453 unterschrieb er die Dekrete des Konzils von Angers. Unter seinen Schülern sollen die bedeutenden bretonischen Heiligen Guénolé, Gründer der Abtei von Landévennec,  sowie Tudy gewesen sein.
Der Schwerpunkt seiner Verehrung als Heiliger befindet sich in der Bretagne, wo ihm neben der Kathedrale von Quimper eine Reihe Kirchen und Kapellen gewidmet sind wie in Cornwall die Pfarrkirche von Cury.